# Cseresznyepaprika
A cseresznyepaprika (Capsicum annuum var. cerasiforme) a közönséges paprika (Capsicum annuum) Magyarországon nemesített változatai közül valószínűleg a legismertebb. Hasonló hozzá a Mexikóban termesztett Cascabel paprika.

## Megjelenése, kártevői
A növény magassága kb. 60 cm. Levelei sötétzöldek, virágai tiszta fehérek. A paprikák átmérője 2–3 cm. Magjai 6–10 nap alatt csíráznak ki. Érési periódusa 78–87 nap: az enyhébb változatoké rövidebb; minél csípősebb, annál hosszabb.
Nevét termésének cseresznyééhez hasonló külsejéről kapta. A felfújt bogyótermés bordó színű, az egyes paprikák átmérője 3–5 cm. Húsa félig szárítva kemény és szívós, egészen kiszárítva pedig törékeny, könnyen porló lesz.
Fejlődésének valamennyi szakaszában főleg a rovarok, atkák és fonalférgek károsítják.

## Fontosabb fajtái
Hagyományos magyar fajták:

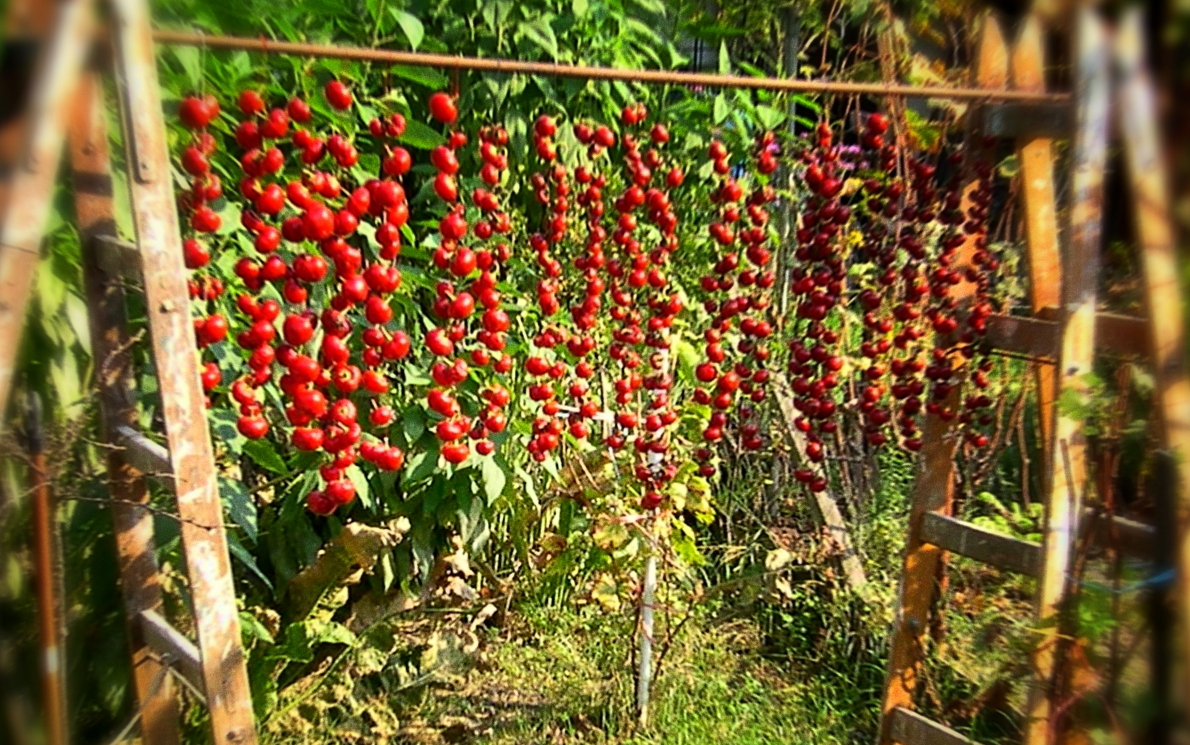
Cseresznyepaprika szárítása

- Kalocsai A: Folytonosan növő, csüngő, viszonylag csípős fajta. Bogyóinak átmérője 25–30 mm; húsa 3–4 mm vastag. Bokra alacsony.
- Kalocsai M: Folytonosan növő, csüngő, viszonylag csípős fajta. Bogyóinak átmérője 25–35 mm; húsa 3–5 mm vastag. Bokra magas.
- Szentesi: Folytonosan növő, csüngő, viszonylag csípős fajta. Bogyóinak átmérője 15–25 mm; húsa 3–4 mm vastag. Bokra középmagas.
- Óriás cseresznye: Folytonosan növő, csüngő, viszonylag csípős fajta. Bogyóinak átmérője 35–50 mm; húsa 4–6 mm vastag.

Számos enyhébb, illetve közepesen csípős újabb fajtáját is kinemesítették. Az enyhébbek közül figyelmet érdemel a Cherry Sweet, csípősebb a Red Cherry Hot és a Cherry Bomb.

## Felhasználása
Nyersen, félszárazon és szárítva is használható levesek, hús- és halételek fűszerezésére. Ecetben jól elrakható, ezért a boltokban főként így találjuk.